# سورگ‌آباد (رودبار جنوب)
سورگ‌آباد، روستایی در دهستان عباس‌آباد بخش هلیل دشت شهرستان رودبار جنوب در استان کرمان ایران است.

## جمعیت
بر پایه سرشماری عمومی نفوس و مسکن در سال ۱۳۹۵، جمعیت این روستا برابر با ۱۳۴ نفر (۴۰ خانوار) بوده‌است.